# Butterfly-Verschluss
Ein Butterfly-Verschluss beziehungsweise Schmetterlingsverschluss (kurz Butterfly), der insbesondere an Transportkisten (sogenannten Flightcases) Verwendung findet, ist ein stabiler, mit einem Schnapp- und Drehmechanismus versehener Verschluss. 
Zum Schließen eines Butterfly-Verschlusses muss zuerst ein Haken in ein entsprechendes Gegenstück eingehakt werden. Dann wird durch Drehen an dem schmetterlingsförmigen Griff der Haken zurückgezogen und der Verschluss damit geschlossen. Durch diese spezielle Konstruktion sind die Verschlüsse sehr leichtgängig, auch wenn sie gegen Widerstand geschlossen werden müssen, und gegen versehentliches Öffnen geschützt.
Umgangssprachlich werden sie auch häufig als „Catches“ bezeichnet.

## Verschluss für Ansteck-Pins

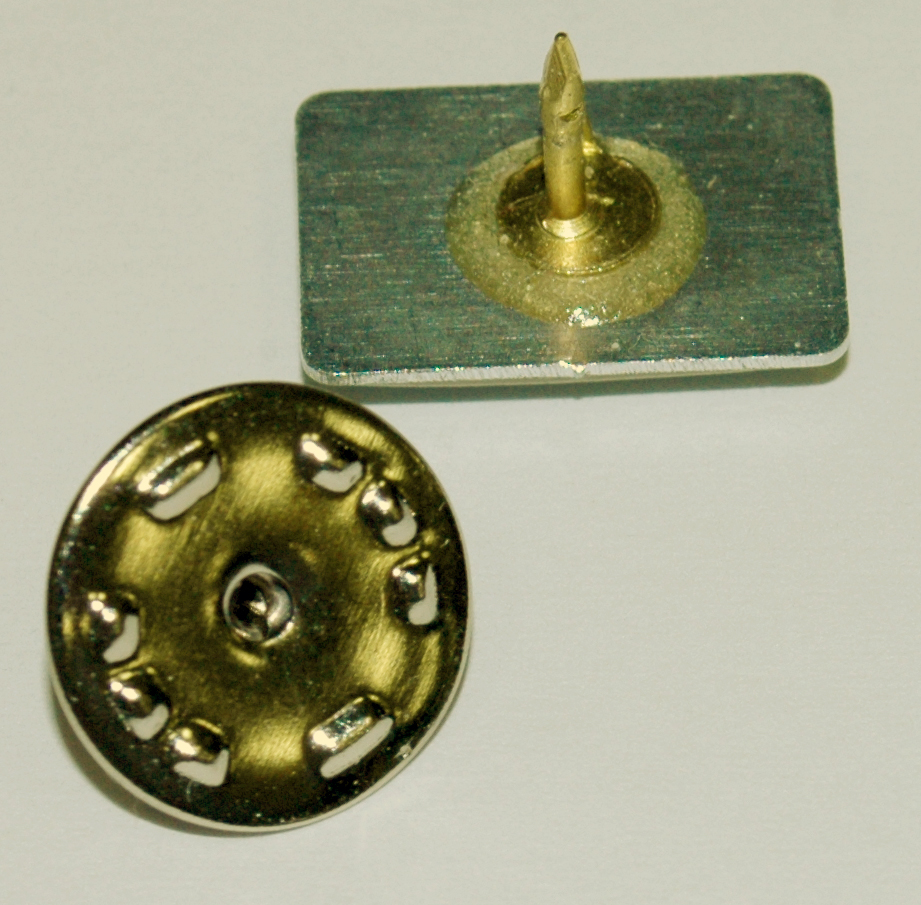
Butterfly-Verschluss für Pins, vorn
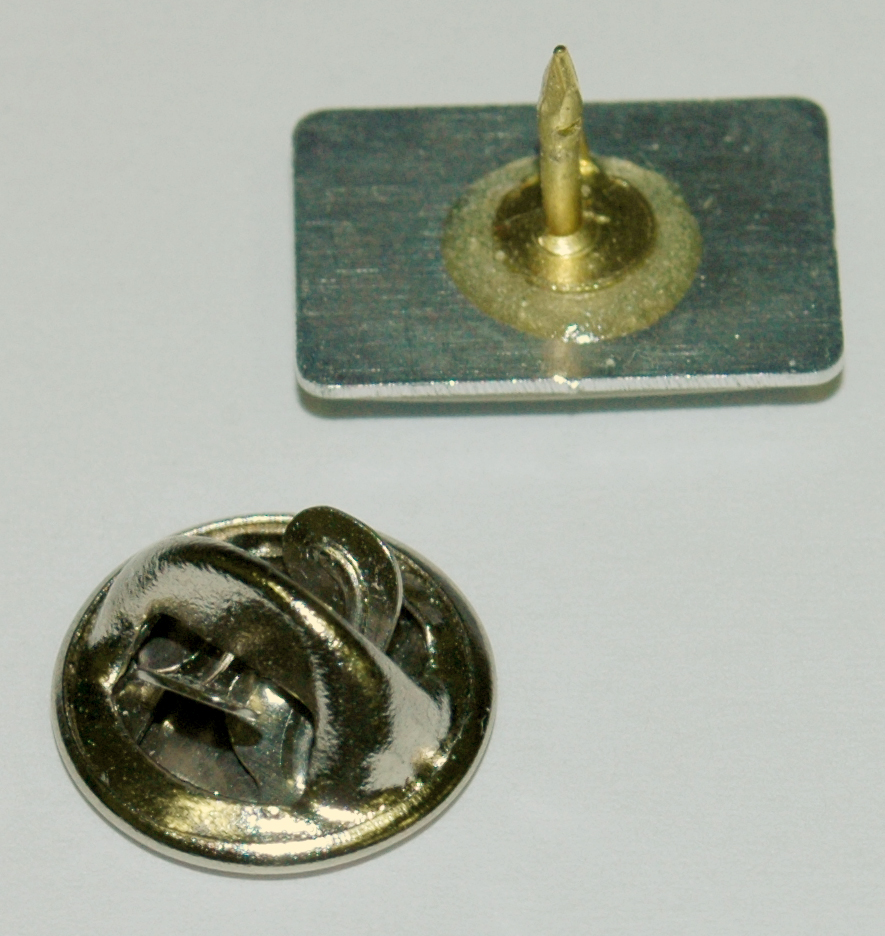
Butterfly-Verschluss für Pins, rückseitig
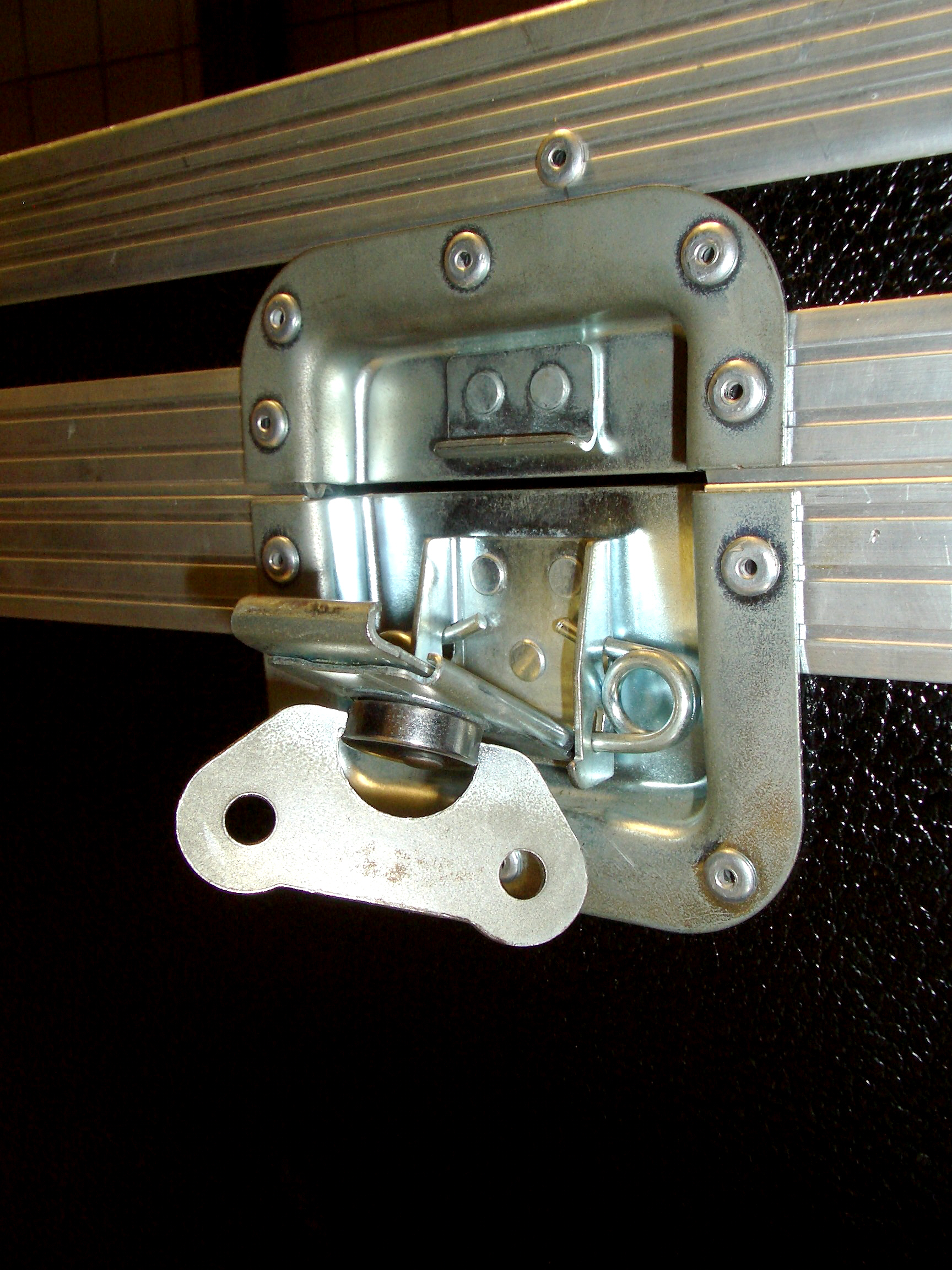
Butterfly-Verschluss, geöffnet
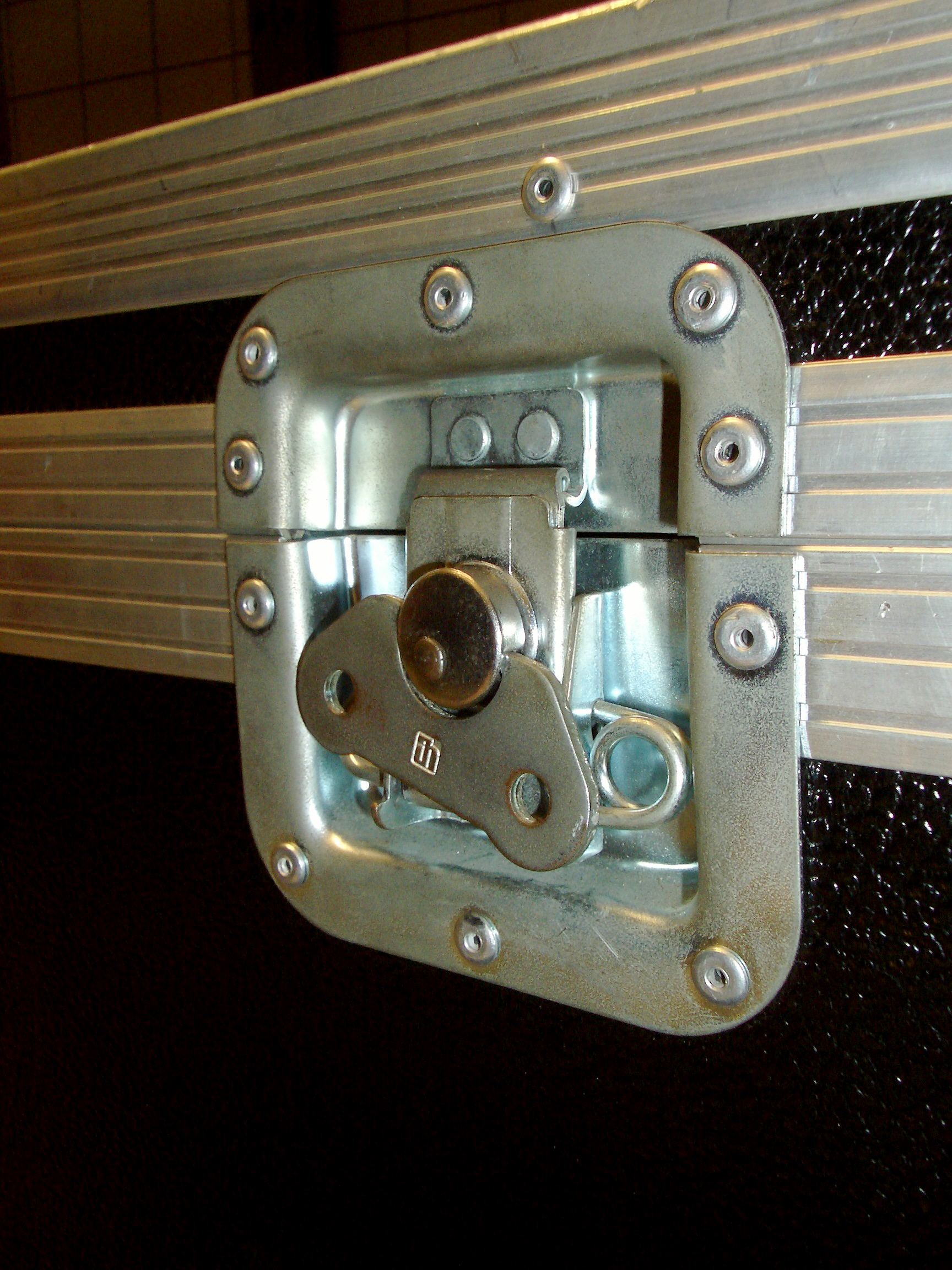
Butterfly-Verschluss, geschlossen

Um sogenannte Pins an Jacken, Hüten oder anderen Kleidungsstücken oder Gegenständen befestigen zu können, werden als Verschluss häufig sogenannte Butterfly-Verschlüsse eingesetzt.